# Подастрана
Подастрана је насељено мјесто у Лици. Припада граду Госпићу, у Личко-сењској жупанији, Република Хрватска.

## Географија
Подастрана је удаљена око 21 км сјеверозападно од Госпића.

## Становништво
Према попису из 1991. године, насеље Подастрана је имало 86 становника. Према попису становништва из 2001. године, Подастрана је имала 76 становника. Према попису становништва из 2011. године, насеље Подастрана је имало 51 становника.
| Демографија | Демографија | Демографија |
| Година      | Становника  | Становника  |
| ----------- | ----------- | ----------- |
| 1961.       | 267         |             |
| 1971.       | 243         |             |
| 1981.       | 142         |             |
| 1991.       | 86          |             |
| 2001.       | 76          |             |
| 2011.       |             | 51          |